# Schizaea robusta
Schizaea robusta là một loài dương xỉ trong họ Schizaeaceae. Loài này được Baker mô tả khoa học đầu tiên.